# Born This Way (bài hát)
"Born This Way" (tạm dịch: Sinh ra như thế) là một ca khúc chủ đề và cũng là đĩa đơn đầu tiên trích từ album phòng thu thứ hai cùng tên của nữ ca sĩ - nhạc sĩ người Mỹ Lady Gaga. Như những gì đã thông báo từ trước, lẽ ra "Born This Way" sẽ được ra mắt trên thị trường âm nhạc đúng ngay đêm diễn ra lễ trao giải Grammy ngày 13 tháng 2. Tuy nhiên, sau đó Lady Gaga quyết định phát hành ca khúc sớm hơn hai ngày dự định. Theo đó, vào ngày 11 tháng 2 (giờ Mỹ), Born This Way đã chính thức lên sóng để phục vụ nhu cầu thưởng thức của những người hâm mộ dưới dạng một đĩa đơn tải kỹ thuật số.
"Born This Way" được sáng tác bởi Lady Gaga, Jeppe Laursen, Fernando Garibay, DJ White Shadow và đồng thời họ cũng là người đồng sản xuất nên ca khúc. Ở bản hòa tấu này, Gaga đã cho ta thấy biệt tài sáng tác và khả năng thanh nhạc tuyệt vời của cô, hơn bao giờ hết - "Born This Way" được cô viết chỉ trong vòng 10 phút ngắn ngủi và đồng thời ca khúc đều nhận được những đánh giá tích cực từ phía các nhà phê bình. Chỉ chưa đầy 24 giờ từ khi mới vừa được lên sóng radio, "Born This Way" đã đứng đầu bảng xếp hạng iTunes tại 23 quốc gia trên toàn thế giới như Anh, Mỹ, Pháp, Canada, New Zealand, Úc cũng như ở 17 quốc gia khác trong khu vực châu Âu. Tuy nhiên, một số nhà phê bình và người hâm mộ khác lại cho rằng nếu để ý kỹ thì bài hát có những điểm tương tự với một ca khúc nổi tiếng trong thập niên 80 là "Express Yourself" của nữ hoàng nhạc pop Madonna.
Đến ngày 17 tháng 2 năm 2011, "Born This Way" đã trở thành ca khúc thứ ba của Lady Gaga giành vị trí quán quân trên Billboard Hot 100 trong sáu tuần liên tiếp và đồng thời bài hát cũng là đĩa đơn thứ 19 nằm trong tốp dẫn đầu bảng xếp hạng Billboard ngay sau hôm phát hành. Khi nhận được tin vui, Gaga đã bày tỏ niềm xúc động: "Đó thật là một vinh dự thật lớn lao. Là ca khúc quán quân thứ 1000 trên bảng xếp hạng Billboard… Tôi sẽ là kẻ ngớ ngẩn nếu không nói đây là vinh dự lớn nhất trong sự nghiệp của mình. Tôi khá bất ngờ khi ca khúc này được khán giả hưởng ứng nồng nhiệt như vậy. Điều đó đã làm thay đổi cuộc sống của một nghệ sĩ như tôi". Không dừng lại ở đó, Born This Way còn liên tiếp giành vị trí số một tại hơn 20 quốc gia bao gồm Áo, Úc, Canada, Đức, Ireland, New Zealand, Thụy Sĩ và Thụy Điển. Ở Vương Quốc Anh, bài hát ra mắt tại vị trí thứ ba trên bảng xếp hạng UK Singles Chart. "Born This Way" là đĩa đơn đầu tiên bán chạy nhanh nhất trong lịch sử hoạt động của iTunes khi tiêu thụ hết một triệu bản chỉ trong vòng năm ngày, đồng thời bài hát cũng lập kỉ lục là một trong những đĩa đơn bán chạy nhất mọi thời đại (tiêu thụ hơn 8.2 triệu bản).
"Born This Way" được Lady Gaga trình diễn trực tiếp tại lễ trao giải Grammy lần thứ 53 cũng như tại điểm dừng chân cuối cùng trong chuyến lưu diễn The Monster Ball Tour của cô ở Bắc Mỹ. Ca sĩ Katy Perry và hiện tượng mới nổi trên internet Maria Aragon đã hát chuyển thể lại ca khúc.
Video âm nhạc minh họa cho bài hát được đạo diễn bởi Nick Knight và Lady Gaga. Có độ dài hơn bảy phút, video được trình chiếu vào thứ hai ngày 28 tháng 2 lúc 11:00 sáng EST (4:00 tối theo UTC) trên Vevo với sự góp mặt của anh chàng nổi tiếng về nghệ thuật xăm mình Rick Genest (Zombie Boy). MV Born This Way sử dụng chủ nghĩa siêu thực để kể câu chuyện về sự ra đời của một chủng tộc trong cuộc chạy đua đến thế giới mới bằng cách vận dụng nguyên lý tảng băng trôi với những hình ảnh phức tạp, những biểu tượng huyền ảo, bí ẩn. Video còn đại diện cho Lời tuyên ngôn của bà mẹ quái vật về một cuộc sống không có sự phân biệt chủng tộc giữa người da đen, da trắng, da vàng. Chủng tộc mới là một cộng đồng đoàn kết và bảo bọc cho nhau.

## Bối cảnh ra đời
— Gaga nói về ý nghĩa của Born This Way.
Trong suốt năm 2010, Lady Gaga rất bận rộn với lịch lên sóng truyền hình và những buổi trình diễn dày đặc trong chuyến lưu diễn vòng quanh thế giới The Monster Ball Tour. Và đó cũng là lúc cô bắt đầu nảy sinh ra những ý tưởng mới cho album phòng thu thứ hai chính thức trong sự nghiệp của mình - Born This Way. Bài hát đầu tiên trích từ album Born This Way có tiêu đề cùng tên được Gaga sáng tác chỉ vỏn vẹn trong mười phút. Cô giải thích: "Tôi viết ca khúc trong vòng mười phút... nó chính là bài hát mang trong mình một phép màu thông điệp hoàn toàn diệu kì. Sau sự việc ấy, những cánh cửa từ từ mở ra và các ca khúc khác lần lượt xuất hiện ngay trong đầu tôi. Nó giống như một nhận thức tinh khiết trong trắng không chê vào đâu được.". Cùng với mười bảy bài hát khác nằm trong album, "Born This Way" đã được thu âm trong khoảng thời gian Gaga đi lưu diễn vào năm 2010. Một trong những người đầu tiên lắng nghe bản ghi âm chính là người bạn của Gaga - Perez Hilton, anh nhận xét: "Born This Way là một ca khúc đề cập đến vấn đề đồng tính - một vấn đề không thể biện hộ được, mặc cho bạn phải đối mặt với người đồng tính, nhưng nó cũng là một bài hát nói chung có thể liên quan đến tất cả mọi người, tất cả người bên ngoài, tất cả những người song tính, với tất cả những người cảm thấy có sự khác biệt rõ ràng. Và âm nhạc là điều gắn kết không thể phủ nhận được". White Shadow - một trong những nhà sản xuất nên ca khúc cho biết thêm những ý tưởng sắp tới và chủ đề đằng sau bài hát: "Chúng tôi thu âm Born This Way trên toàn thế giới, trên mọi con đường, bất kể điều gì đã có sẵn. Âm thanh ca khúc như cách đọc chữ, nhưng sẽ không như bạn nghĩ cho đến khi bạn nghe thấy nó". Gaga muốn thu âm các bài hát tự do cho riêng mình và cô giải thích với tạp chí Billboard cảm hứng đằng sau bài hát: 

"Tôi muốn viết nên một liên khúc thánh ca đại diện cho tôi là ai, nhưng tôi không muốn nó bị giấu trong nỗi niềm thơ mộng và ma thuật ẩn dụ. Tôi muốn nó là một cuộc tấn công, một cuộc tấn công về vấn đề này bởi vì tôi nghĩ, đặc biệt là trong âm nhạc ngày nay, đôi khi mọi thứ sẽ quá vô vị và thông điệp quan trọng lại bị giấu trong vở kịch trữ tình. Trở lại đầu những năm 90, khi Madonna, En Vogue, Whitney Houston và TLC đã làm cho âm nhạc nâng cao vị thế người phụ nữ trong xã hội, cộng đồng người đồng tính và tất cả các cộng đồng bị tước quyền bầu cử, lời bài hát và giai điệu rất sâu sắc, rất phúc âm, rất tinh thần và như tôi đã nói, 'Đó là những bản thu âm tôi cần phải làm. Những bản nhạc này sẽ là một kỷ lục, một bàn đạp thúc đẩy ngành công nghiệp âm nhạc phát triển.' Nó không phải nói về một phần của đĩa hát, cũng không phải về công đoạn sản xuất mà nó đề cập đến một ca khúc. Bất cứ ai cũng có thể hát "Born This Way". Nó có thể là bất cứ ai. "

Tập 43 trong loạt phim video trên trang web của Lady Gaga - Transmission Gagavision, hỏi về những điều cá nhân nhất mà cô đã từng nói với người hâm mộ của mình và cô ấy trả lời: "Thách thức lớn nhất khi viết nên ca khúc Born This Way chính là ở chỗ tôi đã phải trở nên vững chắc và tự tin hơn với chính bản thân mình, để lại sau lưng nỗi bất an đã bám theo tôi dai dẳng từng ngày... Dẫu cho những vết sẹo còn sót lại phía sau. Tôi dành ra hai năm nghiên cứu sâu vào vết thương lòng... truyền máu. Born This Way - hiện thân con người tôi là ai. Một nghệ sĩ luôn bền lòng kiên trì nhẫn nại. Một nửa kỳ quặc, nửa còn lại hiện thân của thực tế ở mọi thời đại" 

## Hình ảnh minh họa và phát hành

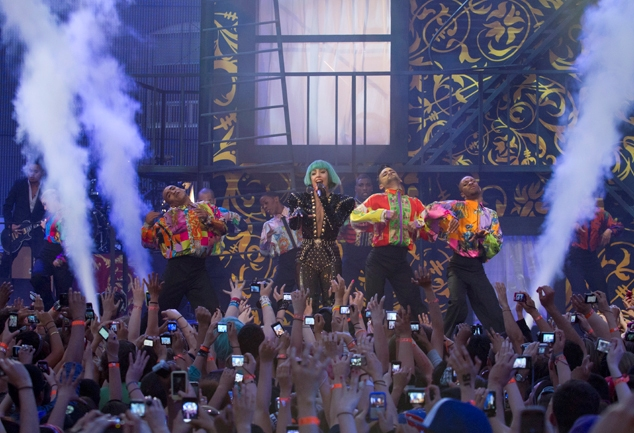
Màn trình diễn "Born This Way" tại lễ trao giải MuchMusic Video Awards vào tháng 6 năm 2011.

Vào ngày 8 tháng 2 năm 2011, Lady Gaga viết trên Twitter hai từ Trois Jours (3 ngày) cùng với một bức ảnh là bìa minh họa chính thức của đĩa đơn thông qua trang twitpic. Theo mô tả của Charlie Amter từ The Hollywood Reporter, đây là sự trở lại của "một bìa đĩa nhạc cổ điển của những năm 80 (nghĩ đến Missing Persons, Roxy Music hoặc Duran Duran) thậm chí là những năm 70", Gaga được miêu tả trong bìa đĩa trắng đen này đang khỏa thân, lộ ra những hình xăm sau lưng. Tóc của cô thổi bồng bềnh và được trang điểm đậm, với những góc cạnh sắc sảo của gương mặt và bờ vai. Tanner Stransky từ báo Entertainment Weekly đưa ra những nhận xét tích cực cho bìa đĩa, ông nói: "Đó rõ ràng là một bức ảnh cổ điển: Gaga trông rất gợi tình trong bức ảnh này đúng không? Tôi dám cá, nhất là sau khi Perez Hilton dùng nó để mô tả về nghệ thuật, nó hoàn toàn, rất rất mãnh liệt. Và thật sự, bạn còn mong đợi điều gì hơn nữa không? Tóc cô ấy thì thổi bồng bềnh, và gần như bạn có thể tìm thấy những sinh vật trong dòng chảy âm nhạc của cô ấy đâu đó ở những cánh rừng châu Phi." Tuy nhiên, Archana Ram cũng từ tờ báo đó cảm thấy bìa đĩa nhạc hơi giống với bìa đĩa đơn "2 Hearts" của diva người Úc Kylie Minogue. Nicole Eggenberger từ tạp chí OK! cảm thấy rằng: "Trong phong cách thời trang thực sự của Lady Gaga, quần áo phải có vai nhọn, những thứ nhọn và kiểu tóc thì đáng yêu. Vậy mà cái này (bìa đĩa đơn) vẫn mang tính hoang dã, giống như Gaga vẫn giữ lại nét trang điểm quyến rũ của mình!". Leah Collins từ tạp chí Dose tin rằng với cách trang điểm đậm và những hình xăm sẽ chỉ đóng vai trò châm biếm cho tựa đề bài hát. Bill Lamb từ trang web About.com phát biểu rằng sự nhấn mạnh xương gò má và góc cạnh khi trang điểm mang đến hình ảnh của một người song tính. Điều đó làm chúng ta nhớ đến bìa album Young Americans của David Bowie. Anh cũng nói thêm rằng sẽ có một chút cảm giác dễ bị tổn thương khi khỏa thân trong bức ảnh này.
Khi chiến thắng hạng mục Video của năm cho ca khúc "Bad Romance" tại lễ trao giải MTV Video Music Awards 2010 , Lady Gaga đã hát một vài câu trích từ "Born This Way", lời bài hát được cô đề cập đến như sau: "I'm beautiful in my way, 'cause God makes no mistakes; I'm on the right track, baby, I was born this way. (Tạm dịch: Tôi xinh đẹp theo cách của riêng mình. Bởi lẽ Chúa không phạm một sai lầm nào cả. Tôi đang đi theo đúng hướng đã chọn. Bạn yêu hỡi đó chính là nơi tôi đã được sinh ra.)" . Khi tiếng chuông đồng hồ điểm đúng 0 giờ đêm của năm 2011, Gaga đã thông báo ngày phát hành album và đĩa đơn đầu tiên trên trang Twitter chính thức của cô như một món quà giáng sinh đầy ý nghĩa gửi đến người hâm mộ , kèm theo đó là một bức ảnh đen trắng, trong đó Gaga "sẽ khỏa thân từ lưng trở xuống, với mái tóc thổi bồng bềnh và một chiếc áo vet tông khỏe khoắn có in trên đó tiêu đề album được trang trí thành những hàng chữ nạm ngọc lấp lánh". Đến ngày 7 tháng 2 năm 2011, Gaga tuyên bố lại việc phát hành đĩa đơn sẽ sớm hơn hai ngày dự định (11 tháng 2)."Không thể chờ lâu hơn được nữa. Đĩa đơn mới sẽ được tung ra vào thứ sáu." – Gaga viết trên trang Twitter của mình . Trước đó vào ngày 27 tháng 1 năm 2011, cô đã giới thiệu toàn bộ phần lời ca khúc trên trang web của Perez Hilton, Billboard, mạng xã hội Twitter và nhận được rất nhiều lời khen ngợi về những ca từ hết sức ý nghĩa. Born This Way được trình chiếu ở các đài phát thanh trên toàn thế giới vào lúc 06:00 giờ sáng EST ngày 11 tháng 2 năm 2011 và được phát hành để mua hàng trực tuyến trên mạng đúng 09:00 giờ sáng EST cùng ngày.

## Sự tiếp nhận

### Nhận xét và phê bình
Phần lớn bài hát đều nhận được những lời khen rất tích cực, mặc cho tờ báo The Hollywood Reporter đã tổng kết các nhận xét ban đầu là "hỗn hợp". Đồng thời nhiều người hâm mộ và nhà phê bình tiếp tục nhận thấy rằng "Born This Way" có nhiều điểm tương đồng với ca khúc "Express Yourself" của Madonna. Tuy nhiên, sau đó Lady Gaga đã thẳng thắng lên tiếng về việc này trong một lần phỏng vấn: "Tôi là một nhạc sĩ và tất cả các ca khúc đều là do tôi sáng tác. Tại sao tôi phải cố gắng tạo ra một bài hát để rồi bị mọi người nói là đạo nhạc ?! Đó là một điều hoàn toàn vô lý, những câu hỏi xung quanh chuyện đó cũng thật vô lý" . The Guardian - một tạp chí truyền thông của Anh viết rằng bài hát "là một tiếng vang lớn, gần như ca khúc disco này với nhịp đập mạnh mẽ cho đến đoạn điệp khúc bùng nổ làm cho trọng lượng của chiếc váy thịt chỉ là bỏ đi." Rick Florino của Artist Direct tặng cho bài hát 5 trên 5 sao, ông nói: "Không một ai có thể tạo ra những đoạn hook giống Lady Gaga, và phần điệp khúc của "Born This Way" chẳng có gì giống một con quái vật", sau đó ông đề cập đến bài hát như "một ca khúc pop cổ điển gần gũi." People bổ sung thêm: "Đây là một ca khúc làm trỗi dậy ở các câu lạc bộ, hoàn chỉnh với những câu hát như thánh ca và lời bài hát lại mang đậm chất Ý, đã cho ta thấy khả năng thanh nhạc của Gaga - và biệt tài sáng tác vô cùng mạnh mẽ." Ngoài ra, tạp chí âm nhạc Billboard dành cho bài hát những nhận xét tích cực với sự ra mắt này, họ cho rằng "đây là một bài hát nhạc nhảy gần gũi với sự kết hợp hài hòa những nhịp đập mạnh và sức mạnh của Gaga, giọng ca đặc biệt và lời bài hát nói về chủng tộc và giới tính." Nick Levine của Digital Spy tặng cho bài hát 4 trên 5 sao, mô tả đây là "ca khúc gần gũi với đời sống nhằm khẳng định sự bình đẳng, tạo một cú nổ mạnh mẽ trong các câu lạc bộ và là một ca khúc pop tuyệt vời hết sức". Sal Cinquemani từ tạp chí Slant Magazine cũng dành cho bài hát những nhận xét tích cực, thêm rằng "...có một cảm giác thật lạ khi nghe ca khúc này, Gaga đã khai thác cái gì đó thật sự đặc biệt, thậm chí rất quan trọng. Thông điệp của bài hát chắc chắn giới trẻ toàn cầu cần phải nghe và hiểu hơn bao giờ hết. Và tôi không thể nghĩ đến điều gì hay hơn." .
Nhạc sĩ, Ca sĩ, đồng nghiệp và đồng thời là một người bạn của Gaga - Elton John - cũng bình luận về ca khúc, ông gán cho "Born This Way" cái tên "bài ca xóa sạch tên tuổi I Will Survive". Meghan Casserly của Forbes dành cho bài hát những nhận xét tích cực và cho rằng "Thực sự mà nói, Born This Way tốt hơn cả những điều tốt nhất, ca khúc hay nhất được viết theo một công thức chính xác. Một bài hát thay cho tiếng nói của mọi người trên hành tinh...". Popjustice cũng chỉ ra rằng bài hát chịu ảnh hưởng bởi các hit của Madonna như "Deeper and Deeper", "Express Yourself" và "Vogue". Rob Sheffield từ Rolling Stone khen ngợi sự gợi ý từ Madonna, tặng cho bài hát 4 trên 5 sao và thêm rằng "Born This Way" tổng hợp tất cả sự lo sợ viển vông của Gaga, tất cả tư tưởng chính trị của cô ấy và cảm giác hối lỗi với Chúa trong một ca khúc pop xuất sắc và bùng nổ". Bài hát là một sự kiện, một lời phát ngôn tuyên bố, một bản nhạc được mong đợi nhiều nhất trong lịch sử thu âm của nền âm nhạc đương đại, hoặc ít nhất là kể từ khi đĩa đơn "Hold It Against Me" của cô công chúa nhạc pop "Britney Spears" ra đời trước đó không lâu.

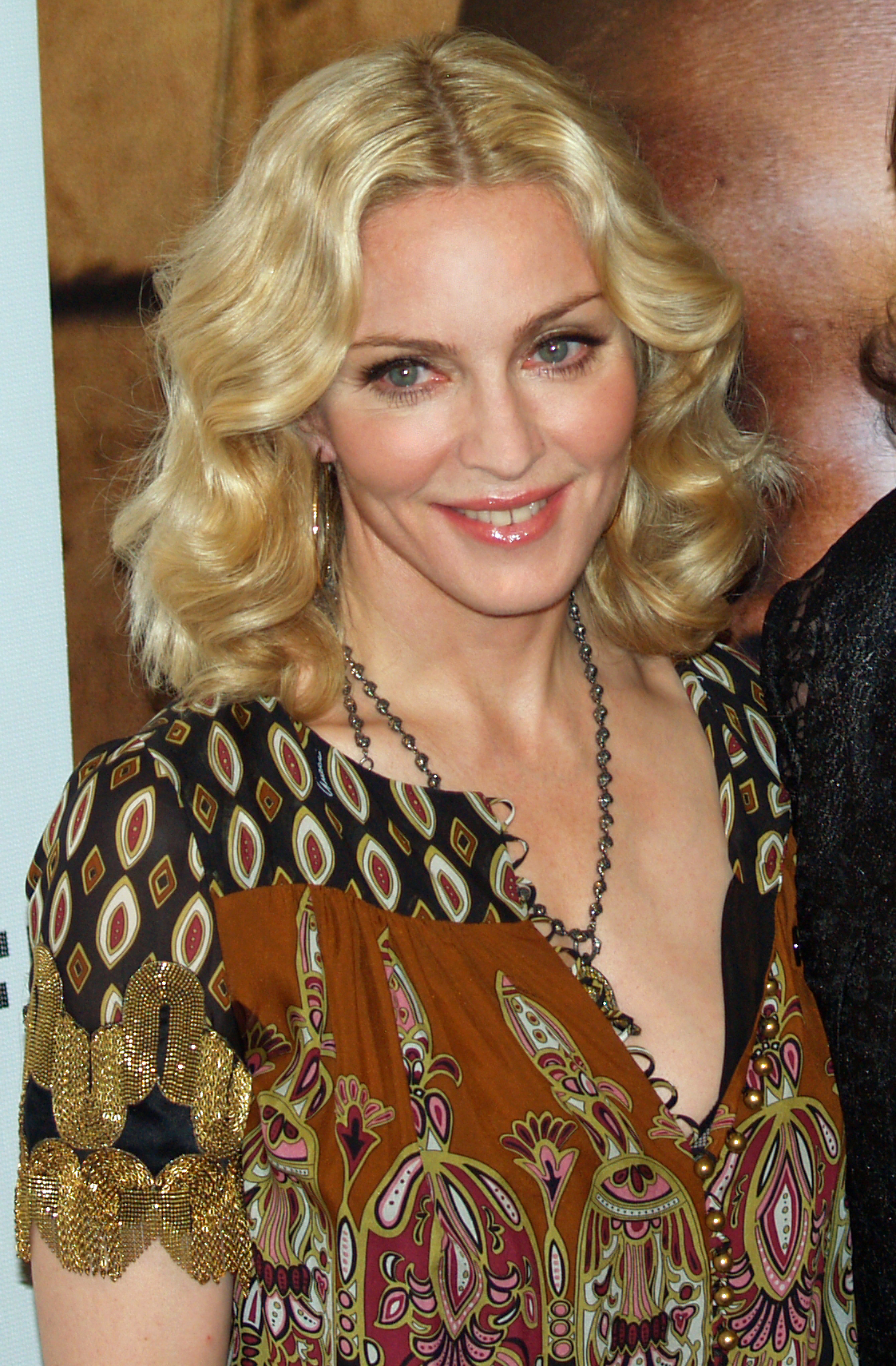
Một số nhà phê bình so sánh "Born This Way" với đĩa đơn năm 1989 "Express Yourself" của Madonna, Gaga cho biết rằng điều đó hoàn toàn không phải cố tình.

Tuy nhiên, Caryn Ganz ở trang web Yahoo! Music lại chỉ trích "Born This Way", nói rằng bài hát "hơi quá sức, căng thẳng, ồn ào, tệ và rất rất bắt chước", đặc biệt chú ý đến những điểm tương đồng với "When Love Takes Over", "Waterfalls" và ba ca khúc nổi tiếng của Madonna: "Express Yourself", "Ray of Light" và "Vogue".
MSN cũng so sánh với các bài hát của Madonna như "Express Yourself", "Ray of Light" và "Like a Prayer". 
Kevin O'Donnell của tạp chí Spin đưa ra những đánh giá khác nhau, chỉ ra lời bài hát tương đồng với "Black or White" của Michael Jackson nhưng vẫn nói: "Dựa trên những màn quảng bá rầm rộ của đĩa đơn này, bạn sẽ nghĩ Lady Gaga đang phát hành một ca khúc như bài thánh ca và ngay lập tức trở thành hiện tượng kinh điển như "A Day in the Life" của The Beatles hoặc "Bohemian Rhapsody" của Queen. Cứ thử tưởng tượng mà xem cô ấy sẽ làm được gì nếu chỉ dành hơn mười phút để viết ca khúc này." Megan Friedman từ Time và Marissa Moss từ The Huffington Post tóm tắt sơ lược phản ứng dàng cho Born This Way chỉ vỏn vẹn gói gọn trong hai từ "hỗn hợp" do bài hát có sự tương đồng với "Express Yourself". Neil McCormick của The Daily Telegraph lưu ý rằng tính chất mô phỏng của ca khúc sẽ ảnh hưởng đến nhận thức nghệ thuật của Lady Gaga, ông cho biết ý kiến của mình về bài hát "(cơ bản) chỉ là một bản nhạc làm lại từ đĩa đơn 'Express Yourself' của Madonna cộng với một chút liên hệ của 'Vogue', nhưng thật sự trong tác phẩm này đã xuất hiện quá nhiều Madonna đối với một nghệ sĩ đang cố gắng gây dựng một phong cách riêng của mình như là một Madonna mới."
Tuy nhiên, Ann Powers của tờ báo Los Angeles Times đưa ra kết luận rằng "Born This Way" mang trong mình một thông điệp hoàn toàn khác biệt đối với các bài hát bị đem ra so sánh giữa Gaga và Madonna, đồng thời ông lên tiếng bảo vệ ca khúc bằng những luận điểm thuyết phục: "Dẫu cho âm thanh của bài hát quá quen thuộc với một hoặc một số ca khúc khác của Madonna nghe có vẻ như nó đang ở bên cạnh một mũi kim chĩa thẳng vào; những gì hiện một bài hát nhạc pop nổi tiếng chưa có đủ kinh nghiệm bằng cách tái chế lại một thứ gì đó đã quá quen thuộc ư?". Sheffield cũng bảo vệ Gaga, ông cho biết: "Bạn có thể khiếu nại tất cả những gì bạn muốn về đỉnh đầu của chiếc mũ lưỡi trai bằng da 'Express Yourself ', thực chất nó chỉ là một cú đánh bại trận Madonna về đĩa đơn 'Respect Yourself' của nhóm nhạc 'Staple Singers'." Gaga muốn tự giải quyết những so sánh trên của dư luận trong chương trình The Tonight Show with Jay Leno, cô tuyên bố: "Sẽ không có một ai thực sự ngưỡng mộ và yêu quý Madonna như tôi. Tôi là người hâm mộ chị ấy trên cả phương diện công việc và con người. Có một tin vui tôi muốn chia sẻ là tôi đã nhận được bức thư điện tử từ nhân viên của chị ấy. Trong thư có ghi rõ Madonna gửi đến tôi sự yêu mến và ủng hộ nhiệt tình nhân dịp ra ca khúc mới... Nếu nữ hoàng đã nói vậy, mọi chuyện phải là như thế." CNN sau đó báo cáo rằng đại diện của Madonna "không biết gì đến việc Madonna đã gửi cho Gaga một e-mail." Hai tháng sau, khi nhận được cuộc trả lời phỏng vấn từ tạp chí NME, Gaga tiếp tục giải quyết những vấn đề lộn xộn xung quanh bài hát mới của cô với "Express Yourself":

"Tại sao tôi lại có thể cố tình phát hành một sản phẩm đạo nhái và nghĩ rằng mình có thể qua được mặt tất cả mọi người? Như thế thật là quá ngu ngốc rồi. Việc hỏi tôi có đạo nhạc hay không thật là nực cười. Tôi dám nhìn thẳng vào mắt bạn và nói rằng tôi không bao giờ thiếu suy nghĩ hay khờ dại đến nỗi nghĩ bạn quá hai lúa đến mức không thể nhận ra rằng tôi đã ăn cắp giai điệu của một bài hát. Nếu đặt hai ca khúc cạnh nhau có thể thấy rằng điểm giống nhau duy nhất giữa chúng chỉ là những tiến triển hợp âm. Thứ đó thì đã xuất hiện trong dòng nhạc disco từ 50 năm trước rồi. Chỉ vì tôi là nghệ sĩ duy nhất trong vòng 25 năm trở lại đây đưa một ca khúc kiểu như vậy lên Top 40 trên đài phát thanh không có nghĩa là tôi đạo nhạc. Điều đó chỉ có nghĩa là tôi quá thông minh mà thôi. Xin lỗi vì điều đó."

### Tranh cãi về nội dung
Chẳng bao lâu sau khi lời bài hát được ra mắt, "Born This Way" đã thu hút những lời chỉ trích từ một số cộng đồng người châu Á và Tây Ban Nha, bao gồm các nhóm Latinh MECha và Chicanos Unidos Arizona, họ tuyên bố rằng việc lời bài hát có sử dụng những thuật ngữ "cholo" (từ mang ý xúc phạm những người lai da đỏ) và "orient" để mô tả các cộng đồng người Latinh và gốc châu Á ở Mỹ là một sự sỉ nhục và có ý xúc phạm. Phản ứng đối với lời bài hát, Robert Paul Reyes của trang web Newsblaze.com đã phát biểu rằng trong khi ông đồng tình với lập trường ủng hộ xu hướng đồng tính trong lời bài hát, ông đặt câu hỏi về việc sử dụng "chola" và nói: "Liệu những người Mỹ La tinh có cần phải biết ơn đến một ngôi sao da trắng, được sinh ra vốn có những đặc quyền, gào thét bằng giọng điệu phân biệt chủng tộc đối với cộng đồng của chúng tôi? Không phải tất cả phụ nữ Latinh đều là những "chola" sống trong khu ổ chuột đâu, nhiều người trong số họ là những giáo viên, nhà văn, kỹ sư và y tá hoặc là bác sĩ." 

## Diễn biến trên các bảng xếp hạng
Lady Gaga trò chuyện với Billboard khi "Born This Way" đã trở thành ca khúc quán quân thứ 1000 trên bảng xếp hạng Billboard Hot 100.
"Born This Way" đã leo thẳng lên vị trí số một tại 23 quốc gia, tương đương với 23 bảng xếp hạng nhạc trực tuyến của iTunes chỉ chưa đầy một ngày sau khi đĩa đơn được lên tần sóng phát thanh. Hiển nhiên ca khúc cũng góp phần giúp Lady Gaga lập kỷ lục khi giành vị trí quán quân trên bảng xếp hạng phát thanh iTunes ở Hoa Kỳ chỉ trong ba giờ sau khi được phát hành, trở thành đĩa đơn kỹ thuật số bán chạy nhất mọi thời đại .
Tại Hoa Kỳ, "Born This Way" ra mắt ở vị trí số một trên Billboard Hot 100 vào ngày 26 tháng 2 năm 2011. Bài hát đã trở thành đĩa đơn quán quân thứ 1000 trong lịch sử 53 năm hoạt động của bảng xếp hạng, đồng thời "Born This Way" cũng là ca khúc thứ mười chín vừa mới ra mắt đã chiễm chệ ngay vị trí đầu bảng và là đĩa đơn thứ tám liên tiếp của Lady Gaga lọt vào hàng tốp ten của bảng xếp hạng danh giá nhất thế giới này - lần đầu tiên ra mắt ở vị trí số một, trở thành đĩa đơn quán quân thứ ba của Gaga trên Billboard. Ca khúc ra mắt ở vị trí cao nhất từ trước đến giờ - vị trí thứ nhất trên bảng xếp hạng Hot Digital Songs  và đến nay bài hát đã tiêu thụ được 448.000 lượt tải có trả phí chỉ trong vòng chưa đầy ba ngày. Đây là một con số tải kỹ thuật ở tuần đầu tiên cao nhất dành cho một nữ nghệ sĩ, giúp Lady Gaga phá vỡ kỷ lục đĩa đơn "Hold It Against Me" của Britney Spears - bản nhạc này đã bán được 411.000 bản trong tuần đầu tiên phát hành vào tháng trước . "Born This Way" tiếp tục giành được vị trí quán quân vào tuần sau với con số 509.000 bản lượt tải có trả phí, giúp "Born This Way" trở thành bài hát đầu tiên lọt vào bảng xếp hạng Hot 100 ở vị trí số một và giữ vững thứ hạng ấy trong tuần thứ hai kể từ khi đĩa đơn "This Is The Night" của "Clay Aiken" đã làm được như vậy vào năm 2003 , đồng thời "Born This Way" cũng hiển nhiên trở thành ca khúc ra mắt trên bảng xếp hạng Hot 100 Digital Songs ở vị trí quán quân cho thấy sự gia tăng lượt tải vào những tuần kế tiếp, đánh bại kỉ lục đĩa đơn của Beyoncé Knowles vào năm 2008 - "Single Ladies (Put a Ring on It)" . Sau đó bài hát đã giành được vị trí số một trong sáu tuần lễ trên Billboard Hot 100, trở thành ca khúc thứ hai ra mắt tại vị trí quán quân và giữ vững chiếc ghế đầu bảng ấy hơn một tháng, trước đó là "Candle in the Wind 1997" của huyền thoại âm nhạc Elton John thực hiện vào năm 1997 . "Born This Way" đã đi vào lịch sử khi phá vỡ kỷ lục trở thành bản thu âm đầu tiên có lượng tiêu thụ trả phí cao nhất trong lịch sử hoạt động của iTunes, bán được 1.000.000 bản trên toàn thế giới trong năm ngày . Ca khúc đã bán được hơn 2.500.000 bản tải kỹ thuật số ở Hoa Kỳ cho đến nay theo như thống kê của Nielsen Soundscan, trở thành đĩa đơn thứ tám liên tiếp của Lady Gaga đánh dấu cột mốc vượt ngưỡng mức tải hai triệu. Đĩa CD của bài hát đã tiêu thụ được 24.000 bản trong tuần đầu tiên phát hành và lên đến 40.000 bản cho đến nay.
Ca khúc giành vị trí thứ 14 trên bảng xếp hạng Pop Songs của Billboard với 4.602 lượt phát sóng sau ba ngày kể từ khi bài hát được hiện diện chính thức trên iTunes, trở thành đĩa đơn có tổng số lần ra mắt tại các địa điểm nhận diện tần số phát thanh cao nhất trong lịch sử của bảng xếp hạng. Đây là bài hát thứ hai ra mắt có thứ hạng cao nhất trên bảng xếp hạng này, chỉ đứng sau "Dreamlover" của Mariah Carey (1993) ra mắt tại vị trí thứ 12 . Tuần sau bài hát đã lọt vào tốp ten ở vị trí thứ sáu, trở thành bài hát thứ tám giành hàng tốp mười trong hai tuần . Đến tuần thứ bảy trên bảng xếp hạng nhạc pop, "Born This Way" leo lên giành được vị trí số một, trở thành đĩa đơn quán quân thứ bảy của Lady Gaga trên bảng xếp hạng Pop Songs của Billboard, đứng ngang hàng với hai nữ ca sĩ cao gội làng nhạc là P!nk và Rihanna mặc dù cô chỉ mới khởi nghiệp vào năm 2008 . Ngoài ra, bài hát đã phá vỡ kỷ lục là đĩa đơn mới ra mắt có tổng tần sóng phát thanh với lượng khán giả trong tuần đầu tiên là 78.500.000 người, ra mắt ở vị trí thứ sáu trên bảng xếp hạng Radio Songs, giúp Lady Gaga vượt qua nữ ca sĩ Janet Jackson với đĩa đơn "All for You" (2001) đứng vị trí thứ chín với 70.000.000 lượt quay . Khi được hỏi về cảm giác sở hữu một đĩa đơn quán quân thứ 1000 trên "Billboard Hot 100", Gaga gọi đó là "vinh dự lớn nhất của tôi (cô ấy) trong sự nghiệp" . "Born This Way" cũng ra mắt ở vị trí quán quân trong tuần đầu tiên ở Canada . Kể từ đó, ca khúc đã đứng đầu bảng xếp hạng Canadian Hot 100 trong bảy tuần cho đến nay.
Vào ngày 20 tháng 2 năm 2011, bài hát ra mắt ở vị trí số một ở Úc trên bảng xếp hạng ARIA Singles Chart, trở thành đĩa đơn quán quân thứ ba của Gaga tại quốc gia này. Cho đến nay, "Born This Way" đã được chứng nhận hai lần đĩa bạch kim của Hiệp hội Công nghiệp Ghi âm Úc (ARIA) dành cho lô hàng tiêu thụ hết 140.000 bản sao đĩa đơn . Ca khúc cũng ra mắt ở vị trí số một tại New Zealand Singles Chart, trở thành bản nhạc thứ hai của Gaga giành vị trí quán quân trên bảng xếp hạng này sau "Poker Face" (2008)  và giữ vững vị trí ấy vào tuần sau. Trên bảng xếp hạng UK Singles Chart ở Vương Quốc Anh, bài hát giành vị trí thứ ba chỉ sau 36 giờ phát hành. Khi bảng xếp hạng chính thức được phát hành, "Born This Way" đã tiêu thụ được 60.000 bản tải kỹ thuật số trong tuần đầu tiên, chỉ đứng sau "Price Tag" của Jessie J và "Champion" của Chipmunk hợp tác với Chris Brown.. Ở những quốc gia khác trong khu vực Châu Âu, ca khúc ra mắt ở vị trí đầu bảng xếp hạng tại Tây Ban Nha , Phần Lan , Ireland , Thụy Sĩ và Hà Lan . "Born This Way" đứng vị trí số hai trên bảng xếp hạng Italian Singles Chart , French Singles Chart,, Swedish Singles Chart , VG-lista (Na Uy) , Áo, Đức và Bỉ (Ultratop 50) . Ngoài ra, bài hát đứng vị trí thứ tư ở Đan Mạch và sau đó leo lên vị trí thứ hai  và thứ 10 tại Slovakia (thứ hạng ra mắt trên bảng xếp hạng cao nhất mọi thời đại ở đất nước này) và sau đó ca khúc giành được vị trí quán quân trong tuần thứ 5 .
"Born This Way" ra mắt trên bảng xếp hạng Japan Hot 100 ở vị trí thứ tư nhưng trong tuần tiếp theo bài hát lại bị tuột mất ba hạng. Đến tuần lễ của ngày 11 tháng 4 năm 2011, ca khúc đã giành được vị trí quán quân tại thị trường âm nhạc rất kị nền nhạc nước ngoài ở quốc gia này . "Born This Way" giúp cho Lady Gaga trở thành nghệ sĩ nước ngoài thứ hai có đĩa đơn đứng đầu bảng xếp hạng Japan Hot 100 chỉ đứng sau "Bleeding Love" của Leona Lewis thực hiện vào ngày 8 tháng 5 năm 2008 .

## Video âm nhạc

### Sự phát triển

Lady Gaga (phải) và "Zombie Boy" (trái). "Zombie Boy" - tên thật là Rick Genest, trước đây anh đã từng xuất hiện trong một bộ phim ngắn về thời trang Pháp của nhà thiết kế Thierry Mugler. Bộ phim mang đặc trưng phiên bản phối lại của "Scheiße", một ca khúc từ album Born This Way.

Video minh họa cho Born This Way được bấm máy vào cuối tuần trong ba ngày từ 22 đến 24 tháng 1 năm 2011 dưới sự chỉ dẫn của đạo diễn Nick Knight và được mô tả với những ngôn từ "thật sâu sắc, tràn ngập cảm hứng và tuyệt đẹp" . Video âm nhạc được quay tại thành phố New York
, phụ trách việc trang điểm bởi nghệ sĩ Billy Brasfield - người đã từng làm việc với Gaga trong hầu hết các video âm nhạc của cô, anh mô tả clip là "điều tuyệt vời nhất" và đã khóc khi lần đầu tiên anh ấy được tận mắt trông thấy cảnh quay. Video được phát hành vào thứ 2 ngày 28 tháng 2 năm 2011 vào 11:00 giờ sáng tại Hoa Kỳ (4:00 giờ sáng giờ thế giới) trên kênh Vevo. Trong một cuộc phỏng vấn với tạp chí Billboard, Lady Gaga mô tả video và nói: "Nó... trông hoàn hảo và khác lạ hơn bất cứ thứ gì mà tôi đã từng làm... đó là sự ra đời của một chủng tộc mới. Vô cùng sâu thẳm". Biên đạo múa Laurieann Gibson ban đầu đã nói với MTV News rằng đoạn video là "kinh nghiệm của một cuộc sống đổi thay, bạn có thể mong đợi ở mức độ cao nhất được thực hiện trong nghệ thuật thanh nhạc và khiêu vũ... nhưng tôi đảm bảo rằng bạn sẽ bị sốc đấy !". Trang web Hollywoodlife.com thông báo rằng Gaga đã tranh thủ thời gian tuần đầu tiên của tháng hai để dành riêng cho việc chỉnh sửa video trong một khách sạn ở thành phố New York. "Đội ngũ thực hiện clip phải thuê hơn hai dãy phòng tại khách sạn Greenwich để chỉnh sửa, và Lady Gaga chỉ làm việc vào ban đêm - từ 10:30 tối đến 07:00 sáng, bởi vì cô ấy dành tất cả hầu hết thời gian cho việc tập luyện chuẩn bị đêm trao giải Grammy" họ nói thêm. Video âm nhạc tốn hơn bốn ngày để quay ở New York và đã có bảng báo cáo về chuyện Gaga tiếp cận chính cô ấy như một Jo Calderone - người mẫu nam (nhân vật) mà cô miêu tả trong tạp chí Vogue Hommes tuần báo tháng chín tại Nhật Bản. Garibay giải thích video rằng "đó là sự phù hợp với mọi văn hóa tìm ẩn trong mình một hy vọng giúp mọi người không bị xã hội ruồng bỏ hay bị bắt nạt. Hy vọng ấy dường như làm cho mọi người nhận thức rằng sẽ tốt thôi nếu bạn là chính mình.". Theo như Gaga, cô đã lấy cảm hứng từ những bức tranh của Salvador Dalí, Francis Bacon và hình ảnh siêu thực của họ. Gibson cho biết thêm nguồn cảm hứng đằng sau video với MTV News: 

"Khi Gaga chơi bản nhạc ấy, nó đã cho tôi một khoảng không thời gian để tìm ra các giải thích trực quan mà tôi có thể trao lại cho cô ấy. Và cũng chính vì vậy mà chỉ một đêm sau khi tỉnh dậy, tôi đã nhận ra nó và tôi đã nói 'Tôi hiểu rồi: Chúng ta có để tạo ra một cuộc đua mới.'... Từ cửa ra vào, Gaga gần như đáp trả lại, 'Tôi muốn Nick Knight chỉ đạo video này, tôi muốn có một cái nhìn mới mẻ.' Cô ấy luôn có một hình ảnh sáng tạo trong đầu mình và Nick Knight chỉ, à, anh ấy tạo ra nhiều sản phẩm nhưng quả thật anh rất là một thiên tài. Điều đó chính là một thứ cần gạt phanh của những gì mà một video âm nhạc nên có và có thể được... Đây là một thời điểm khác; đó là một thời đại khác... tất cả những thứ ấy đều không có giới hạn. Và đây cũng chính là một tin nhắn virus. Tôi nghĩ rằng có thứ gì đó tiềm ẩn trong tâm trí mỗi người, và đó là điều rất tuyệt vời về video và cụ thể hơn là về thông điệp cần truyền tải."

Gibson nhớ lại khoảng thời gian làm việc với Gaga về phần nhảy múa trong đoạn video: "Phải mất hai ngày, và khi Gaga đã làm điều đó cho album, cô ấy muốn nó phải được thực hiện ở New York." Gaga nói thêm rằng chính những thứ ấy làm cho cô trở thành một vũ công tốt hơn, "đó chỉ là một quá trình nhận và tách nó ra khỏi cô ấy và chắc chắn điều đó sẽ thoát ra trong tâm hồn Gaga. Vì vậy, tôi chỉ kể câu chuyện của bản thu âm.. Có rất nhiều sự thúc đẩy và việc sinh nở. Có rất nhiều hình ảnh nghịch cảnh. Nó rất tượng trưng." Gibson nói rằng Gaga đã chọn New York làm địa điểm chính để bấm máy quay video bởi vì "Đây là nơi mà chúng ta bắt đầu mọi khởi nguồn. Đây là nơi mà cô ấy đã sinh ra. Đây là nơi đã tạo ra những điệu nhảy của tôi. New York ẩn chứa một điều rất thật về việc sinh nở một thứ gì đó rất cụ thể." Trước khi những cảnh quay bắt đầu, Gibson và Gaga quyết định chỉ có một chỗ mới có thể làm việc tiên tiến, những điệu múa hiện đại thường lệ cho video, Alvin Alley - nơi Gibson đã bắt đầu học nhảy. "Chúng tôi luyện tập ở đó vì vũ đạo thực sự là một điệu nhảy nền tảng của hiện đại. Nó cần nhiều kỹ thuật hơn so với bất cứ điều gì mà Gaga đã từng làm", cô nhớ lại. "Đó là một thời điểm tuyệt vời để nhấn chìm mình trong một thế giới thực về vũ đạo và thúc đẩy sự phát triển về khả năng bố trí điệu múa ba-lê của cô ấy. Chúng tôi quay video ở Brooklyn hơn hai ngày và chỗ ấy đã bị đóng băng, đồng thời cũng phải che giấu vị trí quay và chúng tôi đã khá thành công ngoại trừ ngày cuối cùng có một tay săn ảnh lén chụp hình. Chúng tôi đã dựng tạm các giàn giáo và di chuyển chúng bởi vì Gaga rất đam mê nó đến mức (không) nhận ra người hâm mộ của mình trước khi nó sẵn sàng."
Trang phục cho video được thiết kế bởi Nicola Formichetti - người viết blog sáng tác về những mảnh thiết kế khác nhau được trưng bày trực tiếp trên trang web. Trong cảnh mở đầu của video, Gaga đội một bộ phụ tùng trên đầu của Alexis Bittar, một chiếc khăn choàng cổ nạm kim cương (Erickson Beamon) với đôi bông tai của Pamela Love, và mặc một chiếc váy hoa thủy tinh (Petra Storrs). Gaga cũng có ngón tay đeo nhẫn của Erickson Beamon và kỹ thuật trang trí được thiết kế bởi Thierry Mugler. Đối với các cảnh quay bộ xương trong "Born This Way", cả cô và Rico đều mặc một bộ lễ phục Tuxedo do Mugler thiết kế. Trong những khung cảnh truy hoan, chất nhờn được tạo bởi Bart Hess và với các khung hình ấn tượng về Michael Jackson của cô trong khu phố tối, Gaga mặc một chiếc áo sơ mi và quần của Haus of Gaga, giày của Natacha Marro, một vành đai Billykirk và găng tay LaCrasia. Đến đoạn cuối cùng của video, sừng kỳ lân được tạo bởi Jennifer Behr. Video có sự góp mặt của Rick Genest (Rico) - được biết đến nhiều hơn với nghệ danh Zombie Boy. Gaga hóa trang khuôn mặt của cô sao cho giống với cách xăm mặt xương của Genest. Cô nói rằng khung cảnh trên hiển thị một thực tế rằng cô không cho phép các nhà phê bình hoặc dư luận xã hội lên tiếng với vẻ đẹp của riêng mình: "Tôi muốn nói cho các bạn biết những gì tôi nghĩ đến vẻ đẹp, và vì thế khung cảnh của tôi và Rico đã khẳng định bản thân mình theo một cách nghệ thuật và không bị phụ thuộc vào xã hội phê phán về nó." Gaga cho biết thêm.

### Tóm tắt nội dung và ý nghĩa
Video âm nhạc được phát hành vào thứ hai ngày 28 tháng 2 năm 2011. MV bắt đầu với hai hình ảnh gợi nhiều liên tưởng tưởng tượng về hình bóng của một con kì lân (ngựa một sừng) trong một đường hẻm ướt át, hiện ra dưới nền đen lõi hình tam giác ngược màu hồng (biểu tượng nguyên mẫu đại diện cho nữ thần thiêng liêng). Ở đây, tam giác ngược tượng trưng cho tử cung, kì lân chỉ có thể thuần hóa bởi trinh nữ, khi trinh nữ dành tình yêu thật sự cho nó, nó sẽ chui vào tử cung họ và hóa thành người. Vì thế nên chủng tộc mới Gaga sinh ra chính là hiện thân của ngựa một sừng với tâm hồn tinh khiết và trong sáng. Khung hình chuyển tiếp sâu vào hình tam giác là cảnh Lady Gaga ngồi trong chiếc kim tự tháp thạch anh tinh khiết (đây là dạng hình học xác lập hệ không gian cộng hưởng với sóng sinh học mạnh mẽ nhất). Khúc nhạc dạo đầu bài hát được lấy từ bộ phim Vertigo của đạo diễn Bernard Herrmann, cùng lúc ấy Gaga tuyên bố: "Đây là tuyên ngôn của bà mẹ quái vật" và cô bắt đầu kể chi tiết đoạn mở đầu video - một câu chuyện đề cập đến sự ra đời của chủng tộc ngoài Trái Đất mà trong đó điển hình là "sự sinh ra của một giống loài không có thành kiến, không bị phán quyết, nhưng lại sở hữu sự tự do vô bờ bến." Hình ảnh trên nhằm thể hiện Gaga đang ngồi cai trị trên một hành tinh, với đôi chân dang rộng để khai sinh ra "một cuộc chạy đua mới trong cuộc đua hỗn loạn của nhân loại." Đến đoạn tiếp theo là khung cảnh vòng sen xoay quanh bên dưới người Gaga. Hoa sen (Quốc hoa của Việt Nam) - mọc giữa vùng nước tù đọng và bẩn đục nhưng luôn toả ngát hương thơm, hướng về phía ánh sáng chứ không bị vấy bùn. Một hình ảnh đức hạnh, tinh khiết và nguyên vẹn giữa xã hội đầy những điều đê tiện nhỏ nhen. Sen hồng là loại sen tối thượng, thường được dành cho các vị tối cao. Sen vàng - loài sen cao quý, hoàn hảo và sang trọng nhất. Đoạn video này ý muốn nói đến hình ảnh Gaga hiện thân luôn trong đẹp, thanh cao vào vai mẹ nhân loại, sẽ sinh ra một chủng tộc có tâm hồn như những đóa sen. Nhưng khi tiếp tục, Gaga giải thích rằng chỉ trong cùng một ngày, cuộc đua mới được sinh ra, thứ xấu xa cũng được ra đời. Theo kết quả sự ra đời của cái ác, Gaga bị phân chia thành hai con người, hai bản chất thể hiện hai lực lượng đối lập của thiện và ác. Một nửa con người cô sinh ra là chiếc súng trường tấn công và bắt đầu bùng cháy nó mãnh liệt. Trong đoạn này, Gaga rút súng ra từ tử cung và được bảo bọc bởi ngôi sao sáu cánh (ngôi sao David hay Ấn triện Solomon) - ký tự bùa chú dùng trong các văn tự cổ với ý nghĩa niêm phong, bảo vệ khỏi những linh hồn xấu xa. Cuối đoạn tuyên bố, Gaga đặt câu hỏi: "Làm thế nào để ta có thể bảo vệ một thứ gì đó quá hoàn hảo mà không có điều ác tồn tại trong nó ?"

Lady Gaga trong video âm nhạc Born This Way. Cô thể hiện hình ảnh mũ có cánh nhằm đưa mơ ước, khát vọng đến cho con người.

Khi bài hát bắt đầu, Lady Gaga xuất hiện trong một bộ đồ lót với chiếc áo ngực màu đen và trang trí thêm những chiếc sừng nhô lên trên vai và mặt. Cô bắt đầu đi bộ chậm rãi qua những đứa con của mình, trước khi cuối xuống hai tay chống mặt đất. Và đến lúc đoạn nhạc đầu tiên ngân vang, mọi người đều đứng lên và bắt đầu nhảy múa để xây dựng vũ đạo. Sau đó là khung cảnh luân phiên giữa đoàn vũ công và Gaga ca hát trên ngai vàng của mình. Phút thứ tư - đây là khung cảnh Gaga liệng áo khoác và ngã xuống giữa không gian đen tối mù mịt. Hình ảnh gợi nhiều liên tưởng đến câu chuyện về người hành khất mù tên là Bactime, đã quăng áo khoác của mình rồi ngả vào người Chúa khi Chúa đến chữa đôi mắt cho ông. Đôi mắt không những từ mù lòa sang nhìn thấy mà còn thành nhìn thấu. Khi đoạn nhạc thứ hai bắt đầu, Gaga và người mẫu Rick Genest xuất hiện. Trong một lần phỏng vấn, Gaga tiết lộ rằng cô đã phải mất hơn một giờ để trang điểm sao cho giống với khuôn mặt xăm hình xương của Genest. Tiếp đó từ phút 4:03 đến phút 5:20, khi hát đến từ "Queen" trong đoạn "Don’t be a drag, just be a queen", Gaga đều đặt hai tay lên đầu, thể hiện hình ảnh mũ có cánh - đây là chiếc mũ mà thần Hermes trong thần thoại Hy Lạp dùng để đưa ước mơ và khát vọng đến cho con người. Hermes còn là vị thần có thể tự do di chuyển đến cứ đâu mà không chịu sự ràng buộc. Điều đó đã thể hiện rõ Gaga không muốn giữ ước mơ tự do cho riêng mình mà cô luôn muốn truyền ước mơ đó đến với tất cả mọi người. Khi bài hát sắp đến hồi kết, đội vũ công cùng Gaga tập hợp thành vòng tròn và trao cho nhau một cái ôm đằm thắm nhằm thể hiện sự gắn bó, sẻ chia và bảo vệ những đứa con của nữ quái vật Lady Gaga.
Trong phần cuối cùng của video xuất hiện hình bóng của một người đang nhảy với dáng đi khệnh khạng trong con hẻm tối khuất ánh sáng, đây chính là hình ảnh thể hiện lòng thành kính ngưỡng mộ của Lady Gaga đến thần tượng Michael Jackson trong video "The Way You Make Me Feel". Ở đoạn MV này, khuôn mặt Gaga được hóa trang rất cầu kì với sừng nhô ra hai bên má, không có chân mày, đôi mắt sáng, mái tóc không đồng đều và đến đây lại xuất hiện thêm hình ảnh nữ hoàng nhạc Pop Madonna với hai chiếc răng thỏ. Gaga rơi nước mắt, hủy diệt chủng tộc mới tạo ra, vì chủng tộc đó là không tưởng, chỉ là một giấc mơ... Khung hình tam giác hồng xuất hiện một lần nữa, và bên trong nó ẩn hiện hình bóng của Gaga ngồi trên lưng kì lân lấp lánh. Một thành phố hiện đại và cầu vồng xuất hiện đằng sau Gaga. Cô cưỡi ngựa một sừng đi ra khỏi giấc mơ, quay trở lại với thực tại - nơi mà sự tự do vô biên chưa tồn tại. Nhưng Gaga vẫn giữ niềm tin, hy vọng vào tương lai. Khung hình cuối cùng là cảnh Gaga nhai kẹo cao su và thổi bong bóng.

## Biểu diễn trực tiếp
Vào ngày 13 tháng 2 năm 2011, Gaga đã trình diễn trực tiếp "Born This Way" tại lễ trao giải Grammy lần thứ 53 diễn ra ở Los Angeles. Đồng thời cô cũng khẳng định việc này thông qua một cuộc gọi điện thoại cho Ellen DeGeneres trên chương trình truyền hình The Ellen DeGeneres Show.. Đến ngày 9 tháng 2 năm 2011, cũng trên chương trình truyền hình ăn khách The Ellen DeGeneres Show, Ellen cùng với Justin Bieber và James Blunt đã chơi một trò chơi vô cùng vui nhộn đó là tiên đoán giai điệu đĩa đơn "Born This Way" dựa vào phần lời đã được Gaga tiết lộ tháng trước, mỗi người họ đều ứng biến phần điệp khúc của bài hát.

## Danh sách ca khúc và định dạng
| - Tải kỹ thuật số 1. "Born This Way" — 4:20 - Born This Way – Tuyển tập phối ca khúc Phần 1 1. "Born This Way" (LA Riots phối lại) – 6:32 2. "Born This Way" (Chew Fu Born to Fix phối lại) – 5:52 3. "Born This Way" (DJ White Shadow phối lại) – 4:24 - Born This Way – Tuyển tập phối ca khúc Phần 2 1. "Born This Way" (Michael Woods phối lại) - 6:25 2. "Born This Way" (Grum phối lại) - 6:00 3. "Born This Way" (Dada Life phối lại) - 5:16 4. "Born This Way" (Zedd phối lại) - 6:30 5. "Born This Way" (Bimbo Jones phối lại) - 6:16 6. "Born This Way" (Twin Shadow phối lại) - 4:05 | - Phiên bản đĩa đơn CD có giới hạn 1. "Born This Way" - 4:20 2. "Born This Way" (LA Riots phối lại) – 6:33 3. "Born This Way" (Chew Fu Born to Fix phối lại) – 5:53 4. "Born This Way" (DJ White Shadow phối lại) – 4:24 - Giới hạn hình ảnh đĩa nhựa dẻo 12 inch 1. "Born This Way" – 4:21 2. "Born This Way" (LA Riots phối lại) – 6:33 3. "Born This Way" (Chew Fu Born to Fix phối lại) – 5:53 4. "Born This Way" (DJ White Shadow phối lại) – 4:24 - Born This Way (Phiên bản nhạc đồng quê) – Đĩa đơn 1. "Born This Way (Phiên bản nhạc đồng quê)" – 4:21 |

## Đội ngũ sản xuất
- Lady Gaga - nhạc sĩ, nhà sản xuất, thiết bị và sắp xếp
- Jeppe Laursen - sáng tác và sản xuất
- Fernando Garibay - sản xuất, lập trình, thiết bị và sắp xếp
- DJ White Shadow - sản xuất và lập trình
- David Russell - ghi âm và phối nhạc
- Gene Grimaldi - quản lý

Những công đoạn sản xuất trên được lấy từ phần ghi chú nhỏ ở đĩa đơn CD Born This Way.

## Bảng xếp hạng và chứng nhận doanh số
| Bảng xếp hạng (2011)                 | Vị trí cao nhất |
| ------------------------------------ | --------------- |
| Australian Singles Chart             | 1               |
| Austrian Singles Chart               | 1               |
| Belgian Singles Chart (Flanders)     | 1               |
| Belgian Singles Chart (Wallonia)     | 3               |
| Brazil Billboard Hot 100 Airplay     | 4               |
| Brazil Billboard Pop Songs           | 1               |
| Canadian Hot 100                     | 1               |
| Croatian Airplay Radio Chart         | 1               |
| Czech Airplay Chart                  | 8               |
| Danish Singles Chart                 | 2               |
| Dutch Top 40                         | 1               |
| Finnish Singles Chart                | 1               |
| French Singles Chart                 | 2               |
| German Singles Chart                 | 1               |
| Greek Airplay Chart                  | 4               |
| Hungarian Singles Chart              | 2               |
| Irish Singles Chart                  | 1               |
| Israeli Airplay Chart                | 1               |
| Italian Singles Chart                | 2               |
| Japan Hot 100                        | 1               |
| Luxembourg Digital Songs (Billboard) | 1               |
| Mexico Top Inglés                    | 1               |
| New Zealand Singles Chart            | 1               |
| Norwegian Singles Chart              | 2               |
| Polish Airplay Chart                 | 1               |
| Russian Download Chart               | 8               |
| Scottish Singles Chart               | 1               |
| Slovak Airplay Chart                 | 1               |
| Spanish Singles Chart                | 1               |
| South Korean Singles Chart           | 1               |
| Swedish Singles Chart                | 1               |
| Swiss Singles Chart                  | 1               |
| UK Singles Chart                     | 3               |
| US Billboard Hot 100                 | 1               |
| US Adult Contemporary                | 22              |
| US Adult Pop Songs                   | 7               |
| US Hot Dance Club Songs              | 1               |
| US Pop Songs                         | 1               |

| Quốc gia      | Chứng nhận (Theo doanh số) |
| ------------- | -------------------------- |
| Úc            | 4× Bạch kim                |
| Bỉ            | Vàng                       |
| Đan Mạch      | Bạch kim                   |
| Đức           | Vàng                       |
| Ý             | Bạch kim                   |
| Nhật Bản      | Bạch kim (nhạc chuông)     |
| Nhật Bản      | 2× Bạch kim (nhạc chờ)     |
| New Zealand   | Bạch kim                   |
| Tây Ban Nha   | Vàng                       |
| Thụy Điển     | 3× Bạch kim                |
| Thụy Sĩ       | Bạch kim                   |
| Liên hiệp Anh | Bạch kim                   |

| Bảng xếp hạng (2011)             | Vị trí |
| -------------------------------- | ------ |
| Australian Singles Chart         | 8      |
| Austrian Singles Chart           | 13     |
| Belgian Singles Chart (Flanders) | 31     |
| Belgian Singles Chart (Wallonia) | 23     |
| Canadian Hot 100                 | 6      |
| Croatian Airplay Radio Chart     | 19     |
| Danish Singles Chart             | 30     |
| Dutch Top 40                     | 28     |
| French Singles Chart             | 22     |
| German Singles Chart             | 17     |
| Hungarian Singles Chart          | 8      |
| Irish Singles Chart              | 17     |
| Japan Hot 100                    | 3      |
| New Zealand Singles Chart        | 14     |
| Spanish Singles Chart            | 16     |
| Swedish Singles Chart            | 18     |
| Swiss Singles Chart              | 12     |
| UK Singles Chart                 | 14     |
| US Billboard Hot 100             | 18     |
| US Adult Pop Songs               | 29     |
| US Hot Dance Club Songs          | 23     |
| US Pop 100                       | 28     |

## Lịch sử phát hành
| Quốc gia    | Ngày phát hành   | Định dạng                      |
| ----------- | ---------------- | ------------------------------ |
| Thế giới    | 11 tháng 2, 2011 | Tải kỹ thuật số                |
| Úc          | 11 tháng 2, 2011 | Mainstream airplay             |
| Hoa Kỳ      | 15 tháng 2, 2011 | Mainstream, rhythmic airplay   |
| Nhật Bản    | 4 tháng 3, 2011  | Tải kỹ thuật số di động        |
| Úc          | 4 tháng 3, 2011  | Đĩa đơn CD                     |
| Đức         | 11 tháng 3, 2011 | Đĩa đơn CD                     |
| Anh Quốc    | 14 tháng 3, 2011 | Đĩa đơn CD                     |
| Hy Lạp      | 14 tháng 3, 2011 | Đĩa đơn CD                     |
| Hoa Kỳ      | 15 tháng 3, 2011 | Đĩa đơn CD                     |
| New Zealand | 15 tháng 3, 2011 | Đĩa đơn CD                     |
| Đài Loan    |                  | Đĩa đơn CD                     |
| Nhật Bản    | 16 tháng 3, 2011 | Đĩa đơn CD, Tải kỹ thuật số PC |
| Ba Lan      | 18 tháng 3, 2011 | Đĩa đơn CD                     |
| Đài Loan    | 29 tháng 4, 2011 | Đĩa đơn nhựa dẻo 12-inch       |